# Góra (Jaszczew)
Góra – część wsi Jaszczew w Polsce położona w województwie podkarpackim, w powiecie krośnieńskim, w gminie Jedlicze.
W latach 1975–1998 Góra administracyjnie należała do województwa krośnieńskiego.